# Teoria de la integració de característiques

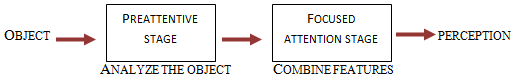
Les etapes de la teoria de la integració de característiques

La teoria de la integració de característiques és una teoria de l'atenció desenvolupada l'any 1980 per Anne Treisman i Garry Gelade que suggereix que quan es percep un estímul, les característiques es "registren d'hora, automàticament i en paral·lel, mentre que els objectes s'identifiquen per separat" i en una etapa posterior del processament. La teoria ha estat un dels models psicològics més influents de l'atenció visual humana.

## Etapes
Segons Treisman, la primera etapa de la teoria de la integració de característiques és l'etapa preatent. Durant aquesta etapa, diferents parts del cervell recullen automàticament informació sobre les característiques bàsiques (colors, forma, moviment) que es troben al camp visual. La idea que les característiques es separen automàticament sembla contraintuïtiva. No obstant això, no som conscients d'aquest procés perquè es produeix al principi del processament perceptiu, abans de prendre consciència de l'objecte.
La segona etapa de la teoria d'integració de característiques és l'etapa d'atenció focalitzada, on un subjecte combina les característiques individuals d'un objecte per percebre l'objecte sencer. La combinació de característiques individuals d'un objecte requereix atenció, i la selecció d'aquest objecte es produeix dins d'un "mapa mestre" d'ubicacions. El mapa mestre d'ubicacions conté totes les ubicacions en què s'han detectat característiques, amb cada ubicació del mapa mestre tenint accés als mapes de característiques múltiples. Quan l'atenció se centra en una ubicació determinada del mapa, les característiques que actualment es troben en aquesta posició s'atenen i s'emmagatzemen en "fitxers d'objecte". Si l'objecte és familiar, es fan associacions entre l'objecte i el coneixement previ, la qual cosa resulta en la identificació d'aquest objecte. En suport d'aquesta etapa, els investigadors sovint es refereixen a pacients amb síndrome de Balint. A causa del dany al lòbul parietal, aquestes persones no poden centrar l'atenció en objectes individuals. Donat un estímul que requereix combinar característiques, les persones amb síndrome de Balint no poden centrar l'atenció el temps suficient per combinar les característiques, donant suport a aquesta etapa de la teoria.
Treisman distingeix entre dos tipus de tasques de cerca visual, "cerca de funcions" i "cerca de conjunció". Les cerques de característiques es poden dur a terme de manera ràpida i pre-atenció per a objectius definits per una sola característica, com ara el color, la forma, la direcció percebuda de la il·luminació, el moviment o l'orientació. Les característiques haurien de "sorgir" durant la cerca i haurien de poder formar conjuncions il·lusòries. Per contra, les cerques de conjunció es produeixen amb la combinació de dues o més característiques i s'identifiquen en sèrie. La cerca de conjunció és molt més lenta que la cerca de funcions i requereix atenció i esforç conscients. En diversos experiments, alguns als quals es fa referència en aquest article, Treisman va concloure que el color, l'orientació i la intensitat són característiques per a les quals es poden realitzar cerques de característiques.
Com a reacció a la teoria d'integració de característiques, Wolfe (1994) va proposar el model de cerca guiada 2.0. Segons aquest model, l'atenció es dirigeix cap a un objecte o ubicació mitjançant un procés preatenció. El procés de preatenció, com explica Wolfe, dirigeix l'atenció tant de baix a dalt com de dalt a baix. La informació que s'adquireix mitjançant el processament tant de baix a dalt com de dalt a baix es classifica segons la prioritat. La classificació de prioritat guia la cerca visual i fa que la cerca sigui més eficient. Si el model de cerca guiada 2.0 o la teoria d'integració de característiques són teories "correctes" de la cerca visual encara és un tema molt debatut.